# Nereis fucata
Nereis fucata är en ringmaskart som först beskrevs av Savigny in Lamarck 1818.  Nereis fucata ingår i släktet Nereis och familjen Nereididae. Inga underarter finns listade i Catalogue of Life.